# Aloe (festività)

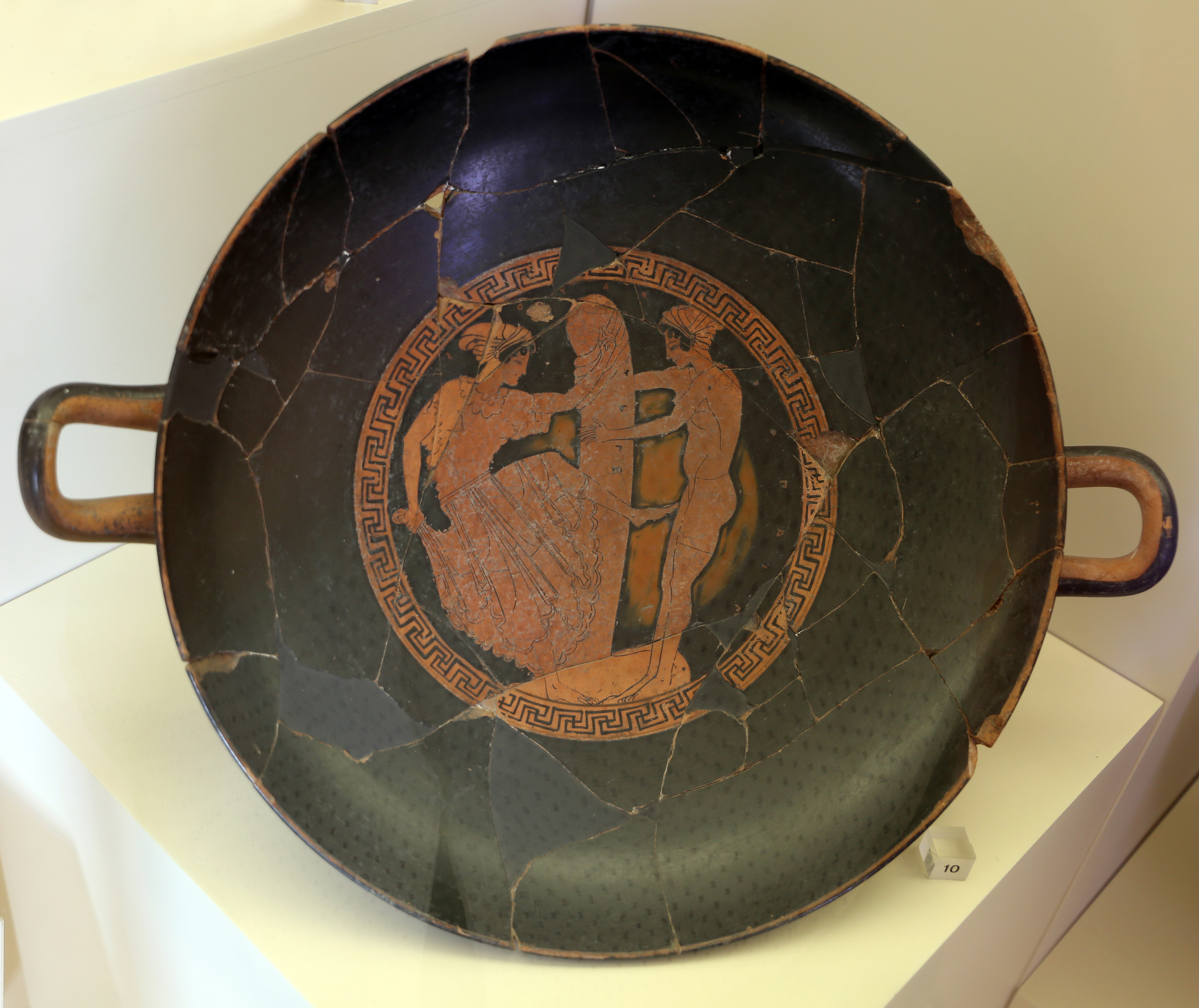
Pittore di Edipo, kylix attica con etère presso un grande fallo alla festa delle Aloe

Le Alòe (in greco antico: Ἁλῶα?, Halôa) erano una festa attica dedicata a Demetra e a Dioniso, inventori dell'aratro e protettori dei frutti della terra; le principali celebrazioni si tenevano ad Atene e a Eleusi.

## Descrizione
Le feste si svolgevano dopo la vendemmia, il 26 Posideone, sesto mese del calendario attico, corrispondente al periodo che va dal 15 dicembre al 15 gennaio. L'origine del nome è collegata con ἅλως, aia, ma già gli autori antichi non riuscivano a spiegarne il motivo, poiché la trebbiatura e l'uso dell'aia precedono il periodo invernale; anche i tentativi degli studiosi moderni di spiegare l'origine del nome hanno prodotto pochi risultati.
Lo scoliasta a Luciano collega le feste con il mito di Icario e con Dioniso: ai pastori che uccisero Icario il dio, offeso per questo atto, causò la pazzia e l'erezione permanente; per placare Dioniso, un oracolo ordinò loro di offrire al dio dei falli di argilla, cosa che permise loro di tornare normali. Questo sarebbe l'evento commemorato durante le Aloe. Lo stesso scolio fornisce la descrizione di un rito segreto che si svolgeva a Eleusi durante queste feste. Dopo aver preparato un banchetto con cibi di vario tipo, con l'eccezione di quelli non permessi nei misteri eleusini, i magistrati lo lasciavano alle donne. Esse portavano torte (od oggetti) che riproducevano gli organi sessuali maschili e femminili e, una volta lasciate sole, si abbandonavano al vino e a discorsi volgari; la sacerdotessa bisbigliava all'orecchio delle donne, come consiglio segreto, che avrebbero dovuto tradire i propri uomini con degli amanti. Tutto questo, secondo studi moderni, aveva lo scopo di favorire la fertilità; questo potrebbe essere mostrato da un vaso, ora al British Museum e che forse rappresenta queste feste, in cui una donna spruzza qualcosa, forse acqua, su quattro falli, come se stesse innaffiando delle piante.
Le allusioni sessuali e il vino probabilmente attraevano anche le prostitute a queste feste, anche se forse non le celebravano insieme alle altre donne di città: sia un dialogo di Luciano sia alcune lettere di Alcifrone collegano le prostitute a queste feste.
In questa occasione venivano offerti agli dei solo frutti, parte come ringraziamento per i benefici ricevuti dagli agricoltori e parte affinché il raccolto successivo fosse abbondante. Si apprende dall'oratore Demostene che era illegale offrire sacrifici sanguinanti il giorno della celebrazione e che solo le sacerdotesse avevano il privilegio di offrire frutti agli dei.
L'antica celebrazione delle Aloe è paragonabile a quella delle Talisie, celebrate in altre parti della Grecia.